# Йенц Леонхард
Йенц Арнстед (на датски: Jens Arnsted, роден на 4 юли 1961 г.), по-известен като Йенц Леонхард или Йенц Шайен, е датски хевиметъл музикант. Той се е изявявал като вокалист, китарист и басист през цялата си кариера, фокусирайки се върху бас китарата през последните години на XX век.
Йенс се присъединява към Brats през 1979 г. като басист и вокалист, заедно с бъдещите членове на Mercyful Fate Рене Крьолмарк (Ханк Шерман /Ханк Де Ванк), Карстен ван дер Волсинг и Ким Бендикс Петерсен (King Diamond) и впоследствие свири с бившия Europa барабанистът Тони Ниемисто (Tony Reno) и бившият китарист на King Diamond Пийт Блак в краткотрайната група Geisha като Йенц Шайен. След това Леонхард и Ниемисто създават група Y заедно с басиста на King Diamond Хал Патино и китариста Оливър Стефенсен от групата на Mike Tramp Freak of Nature. Леонхард се появява в албуми на всички горепосочени групи.
През последните години Йенс се отличава на немската пауър метъл сцена, като често си сътрудничи с Пит Силк в групите Iron Savior и Savage Circus. В момента играе в Stormwarrior. Той е и басистът на турнета за Lacrimosa. Йенс свири на ритъм китара за хардрок групата Kingdom Come, но напуска през септември 2007 г. поради конфликти в графика и.
През 2010 г. Леонхард временно заменя басиста Нибс Картър в британската метъл група Saxon за едно турне.

## Дискография

### Със Щтормуориър
- Heading Northe (2008) текст (трек 7, 8, 10), бас[1]
- Heathen Warrior (2011) вокал, бас[1]
- Thunder & Steele (2014) вокал, бас[1]
- Norsemen (We Are) (сингъл) (2019)	вокал, бас[1]
- Norsemen (2019) вокал, бас[1]

### Видеография с Лакримоса
- Musikkurzfilme 1993 – 2005 (2005) (бас, актьор)[7]
- Lichtjahre (2007) (документален) (бас)[7]
- Live in Mexico City (2015) (бас)[7]

### Компилации с Лакримоса
- Schakal (1990 – 2020) The Anniversary Box ‎(2020)[8]
- Schakal Cover Up (2021)[8]

### На живо с Лакримоса
- Live in Mexico City (2 CD) (2014)